# شلال درنة

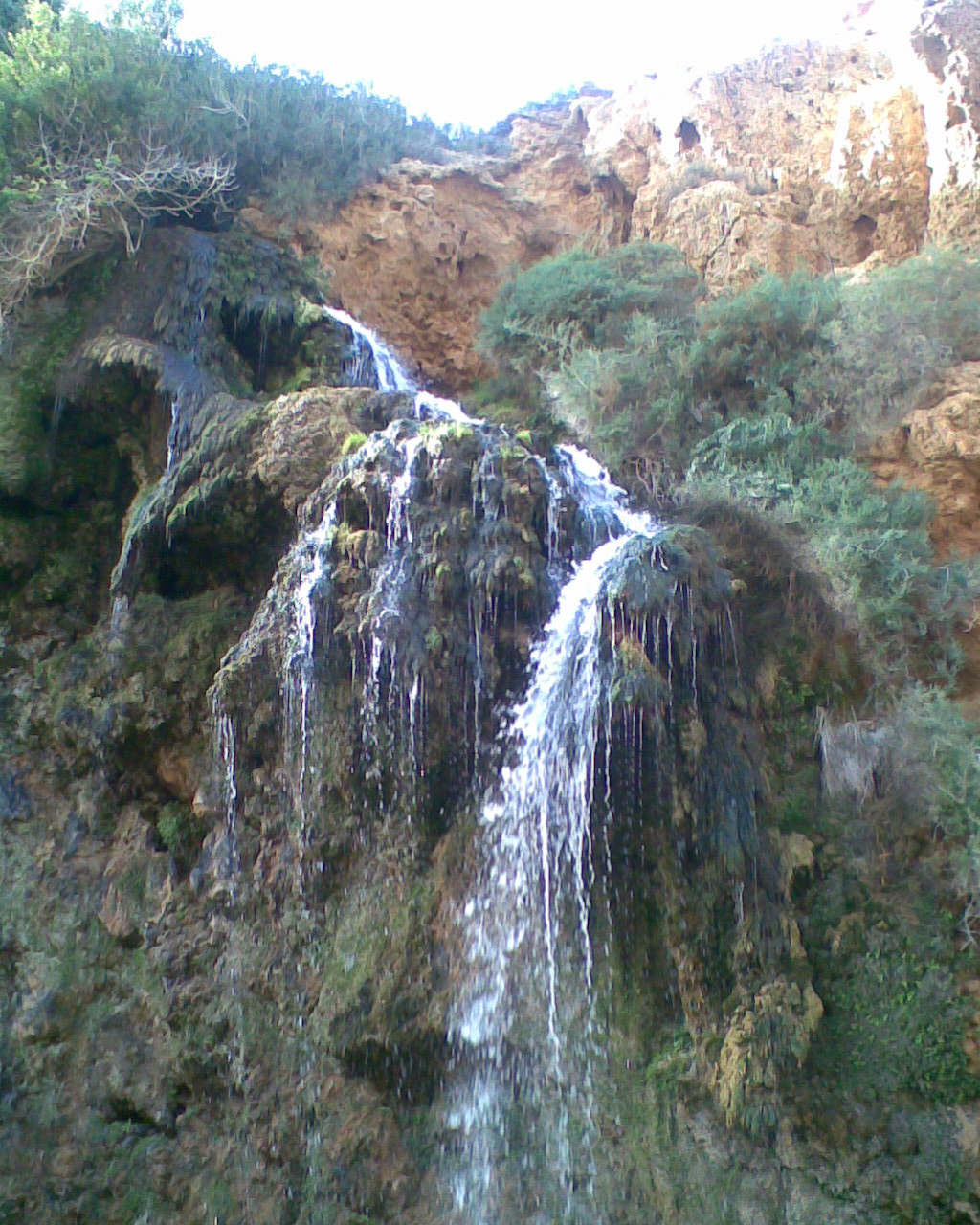
شلال درنة

شلال درنة هو مسقط ماء عذب يقع بالقرب من مدينة درنة في الجبل الأخضر، ليبيا، حيث يبعد عن وسط المدينة إلى الجنوب حوالي 7 كم، وهو صغير في ارتفاعه، إذا يُقدر ما بين 20 إلى 25 متراً تقريباً.